# Шпајер
Шпајер град је на југоистоку немачке савезне државе Рајна-Палатинат у близини реке Рајне. У њему данас живи око 50.000 становника. Посједује регионалну шифру (AGS) 7318000.
Град су основали Римљани око 10. године п. н. е, и по томе је Шпајер један од најстаријих градова у Немачкој. Они су га звали Noviomagus или Civitas Nemetum према теутонском племену Немета, који су настањивали то подручје. Око године 600. германско насеље на овом месту се звало Спира.
Шпајер је древни царски град у коме је саграђена импозантна романичка катедрала која је један од најзначајнијих споменика из времена Светог римског царства. У 16. веку у Шпајеру су се одржавали неки од најпознатијих сабора Светога римскога царства. Од 16. века све до 1689. био је седиште највишега царскога суда. У њој је сахрањено осам немачких краљева и царева. Од 1981. она је на УНЕСКО листи Светске баштине.
Град је од 1816. до 1945. био административно седиште Палатината.

## Географски и демографски подаци
Град се налази на надморској висини од 92–113 метара. Површина општине износи 42,6 km². У самом граду је, према процјени из 2010. године, живјело 49.930 становника. Просјечна густина становништва износи 1.172 становника/km².

## Међународна сарадња
| Мјесто   | Држава               | Врста сарадње | Од    |
| -------- | -------------------- | ------------- | ----- |
| Импала   | Руанда               | контакт       | 1981. |
| Курск    | Русија               | партнерство   | 1989. |
| Гњезно   | Пољска               | партнерство   | 1992. |
| Јавне    | Израел               | партнерство   | 1998. |
| Равена   | Италија              | партнерство   | 1989. |
| Сполдинг | Уједињено Краљевство | партнерство   | 1956. |
| Шартр    | Француска            | партнерство   | 1959. |
| Извор    |                      |               |       |